# Стаут, Аластер
Аластер Стаут (англ. Alastair Stout) — британский актёр, известный как исполнитель роли Рона Уизли в будущем сериале «Гарри Поттер».

## Биография
Аластер Стаут обрёл известность в мае 2025 года, когда стало известно, что именно он получил роль Рона Уизли в сериале HBO «Гарри Поттер». Это произошло по итогам кастинга, в котором участвовали 30 тысяч человек, и авторы сериала заявили, что Стаут, Доминик Маклафлин, получивший роль Гарри Поттера, и Арабелла Стэнтон, получившая роль Гермионы Грейнджер, «обладают потрясающим талантом»; теперь «их волшебство увидит весь мир». В отличие от Маклафлина и Стэнтон, Стаут прежде не снимался в фильмах и сериалах. На его счету только участие в рекламной кампании картофеля Albert Bartlett. 
На роль Уизли Стаута выбрали, по словам шоураннера Франчески Гардинер и продюсера Марка Майлода, из-за яркой индивидуальности. Важную роль явно сыграла внешность: Стаут рыжий и веснушчатый, как и его герой.